# Irish Open 1993
Die Irish Open 1993 im Badminton fanden vom 10. bis zum 12. Dezember 1993 in Dublin statt.

## Medaillengewinner
| Disziplin    | Gold                          | Silber                           | Bronze                            |
| ------------ | ----------------------------- | -------------------------------- | --------------------------------- |
| Herreneinzel | Darren Hall                   | Tomas Johansson                  | Jesper Olsson                     |
| Herreneinzel | Darren Hall                   | Tomas Johansson                  | Henrik Bengtsson                  |
| Dameneinzel  | Joanne Muggeridge             | Karolina Ericsson                | Alison Humby                      |
| Dameneinzel  | Joanne Muggeridge             | Karolina Ericsson                | Sarah Hore                        |
| Herrendoppel | Simon Archer Julian Robertson | Neil Cottrill John Quinn         | Brian McGowan Donal O’Halloran    |
| Herrendoppel | Simon Archer Julian Robertson | Neil Cottrill John Quinn         | Ron Michels Hans Sperre jr.       |
| Damendoppel  | Nichola Beck Joanne Davies    | Karen Peatfield Justine Willmott | Milaine Cloutier Robbyn Hermitage |
| Damendoppel  | Nichola Beck Joanne Davies    | Karen Peatfield Justine Willmott | Alison Humby Suzanne Louis-Lane   |
| Mixed        | Simon Archer Joanne Davies    | Julian Robertson Sarah Hardaker  | Trond Wåland Camilla Wright       |
| Mixed        | Simon Archer Joanne Davies    | Julian Robertson Sarah Hardaker  | John Quinn Nichola Beck           |